# Annelies Holthof
Annelies Holthof (* 16. Februar 1993) ist eine belgische Bobsportlerin und Leichtathletin.

## Werdegang
Holthof bildet mit Pilotin An Vannieuwenhuyse seit 2013 ein Team. Sie starten im Damen Zweierbob Europa- bzw. seit 2014 auch im Bob-Weltcup. Bei der Nachwuchs-WM 2014 in Winterberg wurde das Team 10. Holthof reiste als Ersatzstarterin zu den Olympischen Winterspielen 2014 in Sotschi.